# Plecoptera delos
Plecoptera delos is een vlinder uit de familie spinneruilen (Erebidae). De wetenschappelijke naam is voor het eerst geldig gepubliceerd in 1972 door Viette.
De soort komt voor in tropisch Afrika.